# 楊家埠街道
楊家埠街道是中华人民共和国浙江省湖州市吴兴区下辖的一个街道办事处，位於湖州市區西郊，地處湖州經濟技術開發區，屬半山區地帶。

## 地理
街道東接三天門村至蘆山村邊界；南臨妙西鎮楂樹塢村和五星村；西近長興縣呂山鄉與和平鎮；北靠長興縣李家巷鎮和呂山鄉，總面積為39.64平方公里。

## 历史
2001年6月22日湖州市撤銷弁南鄉、龍溪鄉，合並設立楊家埠鎮，鎮政府駐楊家埠村。楊家埠全鎮轄27個行政村、2個居民社區，總面積85平方公里，總人口3.97萬人，其中農業人口2.86萬人。
2012年11月20日，浙江省人民政府批复同意撤销杨家埠镇建制，其行政区域改由吴兴区政府直辖。
2012年12月6日，湖州市人民政府通知在原杨家埠镇区域内设立龙溪、杨家埠2个街道。杨家埠街道辖茅柴园、黄芝山、施家门、罗家滨、塘口、乌陵山、钮店桥、胡子土斗、戚家村、南潘、潘店、瓜山、后东、杨庄、凡洋湖等15个行政村，办事处驻塘口街8号。其辖区范围大体相当于原来的龙溪乡和弁南乡。
楊家埠街道現（2013年1月）下轄15個行政村，戶籍人口4725戶、 26877人（其中非農人口5375人）。街道辦事處設在塘口集鎮。
- 行政村：茅柴园村、黃芝山村、施家門村、羅家浜村、塘口村、烏陵山村、鈕店橋村、鬍子兜村、戚家村、南潘村、潘店村、瓜山村、後東村、楊莊村、凡羊湖村。

2020年，和桥村（原钮店桥村和胡子㘰村）、志合村（原潘店村、瓜山村与南潘村）、西塞村（后东村和杨庄村）3个新行政村正式成立。

## 行政区划
楊家埠街道下辖以下村级行政区划单位：
罗家滨村、黄芝山村、茅柴园村、施家门村、塘口村、乌陵山村、胡子兜村、钮店桥村、戚家村、樊漾湖村、潘店村、南潘村、瓜山村、后东村和杨庄村。

## 交通
- 318國道
- 104國道
- 宣杭鐵路
- 杭寧高速公路
- 申蘇浙皖高速公路
- 申嘉湖高速公路
- 長湖申航道

## 古跡
- 吳興八景

## 外部連結
- 浙江湖州楊家埠鎮政府網站